# Paradisier petit-émeraude
Paradisaea minor
Espèce
Statut de conservation UICN

 LC  : Préoccupation mineure
Statut CITES
Le Paradisier petit-émeraude (Paradisaea minor) est une espèce de paradisier.

## Distribution
Vogelkop avec îles Misol et Japen, ouest et moitié nord de la Nouvelle-Guinée jusqu’à la région de Goroka.

## Sous-espèces
- P. m. minor  Shaw, 1809 : Vogelkop avec île Misol, ouest et nord de la Papouasie Occidentale.
- P. m. finschi A. B. Meyer, 1885 : nord de la Papouasie-Nouvelle-Guinée.
- P. m. jobiensis Rothschild, 1897 : île Japen (Jobi) dans la baie de Geelvink.

## Dénomination
Shaw, 1809, avait nommé cette espèce Paradisea minor mais c’est René-Primevère Lesson qui semble être le premier européen à avoir observé ce paradisier en milieu naturel en 1824. Il rapporte : « Volant au-dessus de nos têtes avec légèreté, il ressemble à un météore dont la queue de feu laisse une traînée de lumière... ».

## Habitat
Le paradisier petit-émeraude fréquente les forêts de basses altitudes et de collines, les forêts marécageuses, les lisières de forêts et les formations secondaires mais il s’est aussi adapté aux habitats transformés par l’homme (0 à 1 550 m). Les mâles adultes et subaldultes restent confinés aux forêts et aux formations secondaires tandis que les oiseaux en plumage femelle manifestent une plus grande tolérance d’habitats et d’altitudes. Les zones de lek peuvent avoir lieu dans des aires dégradées, en forêt secondaire de moyennes montagnes ou dans un petit bouquet d’arbres dans une clairière (Frith & Frith 2009).

## Alimentation
Son régime alimentaire comporte essentiellement des fruits avec un complément d’arthropodes (Frith & Frith 2009).

## Parade nuptiale
Les mâles vivent en promiscuité et se regroupent sur une zone de lek en occupant des perchoirs attitrés dont ils retirent les feuilles. Un site traditionnel comporte un ou deux arbres voisins et peut être utilisé pendant de nombreuses années, plusieurs décennies voire peut-être même un siècle. Jusqu’à 12 individus peuvent parader dans le même arbre, souvent en compagnie de jeunes mâles en plumage femelle. Les mâles les plus attractifs, généralement plus âgés, occupent les positions centrales et obtiennent la majorité des copulations. La zone de lek peut être active pendant sept mois dans l’année avec une période de parades nuptiales allant de mars à août. Trois types de parade peuvent être identifiés sur la zone de lek : la parade de convergence incluant une posture avec les ailes à la verticale suivie d’une parade statique. L’attitude suivante est la séquence de copulation incorporant des postures et des mouvements complémentaires. Les plumes filamenteuses blanches retombent plus loin sur les côtés et plus en avant que chez les autres Paradisaea en pareille posture (Frith & Frith 2009, Ottaviani 2012).

## Nidification
Les deux seuls nids connus consistaient en une coupe volumineuse de rameaux, de tiges, de feuilles et de sarments de vigne avec un revêtement intérieur de radicelles ou autres fines fibres noires. L’un était placé à six mètres de hauteur dans la fourche dans un arbre élancé situé en forêt à proximité d’un jardin d’indigène, l’autre très haut dans l’épais feuillage d’un arbre de jardin en friche. La ponte se compose d’un ou deux œufs mais le plus souvent un seul. En captivité, l’incubation dure 18 jours avec une période d’élevage au nid de 18-19 jours après éclosion (Frith & Frith 2009).

## Statut, conservation
L’espèce est commune et largement répandue, donc non menacée malgré des générations de chasse et de captures par la population indigène (Frith & Frith 2009).

## Galerie

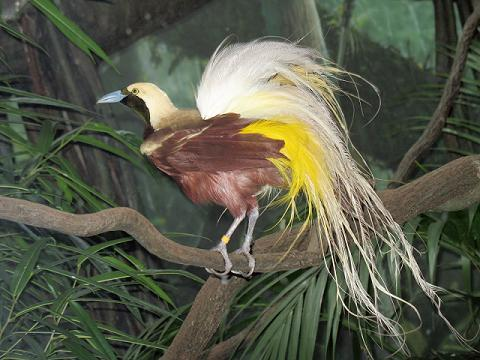
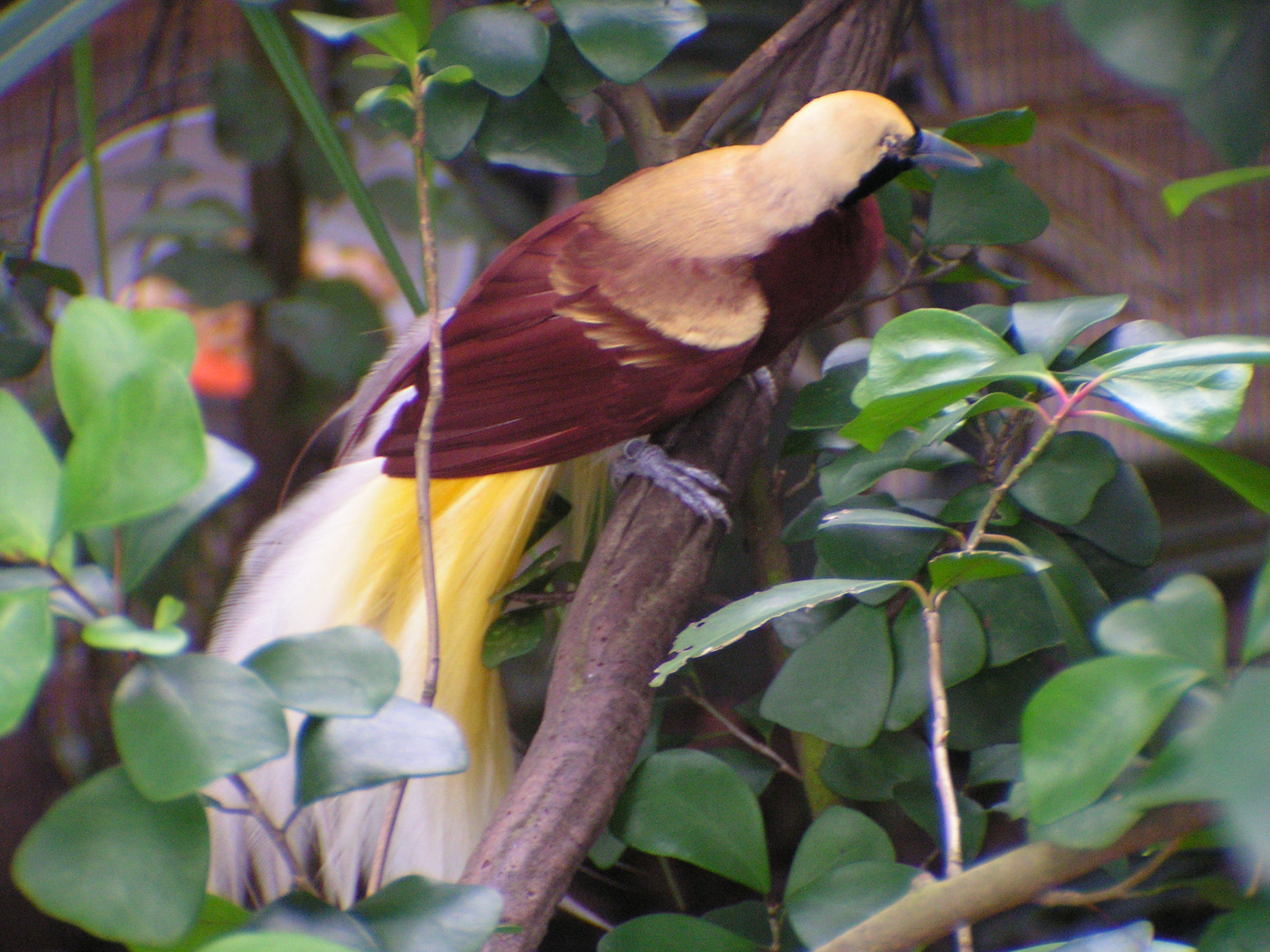

## Population et conservation
Il est inscrit sur l'annexe II de la Cites.